# Injustice 2
Injustice 2 é um jogo eletrônico de luta desenvolvido pela NetherRealm Studios e publicado pela Warner Bros. Games em 16 de maio de 2017, para PlayStation 4 e Xbox One com versão para o Windows disponível em 14 de novembro de 2017. É a sequência de Injustice: Gods Among Us de 2013. Inclusive, Injustice 2 é bem semelhante à edição anterior. Uma versão mobile do jogo também foi desenvolvido para dispositivos móveis iOS e Android em 11 de maio de 2017.

## Jogabilidade
Injustice 2, é um jogo de luta que coloca os jogadores para controlar os heróis e vilões do universo DC Comics em combates uns com os outros. Assim como seu antecessor, possui o botão "marca do personagem" que ativa sua habilidade específica criada para diferenciar uns dos outros, além de um sistema de controle semelhante ao seu antecessor, tais como as transições e interatividade dos cenários, que também permanecem em Injustice 2. O super-medidor, dividido em quatro seções, sendo que cada uma permite aos jogadores executar seus movimentos especiais mais avançados e quando carregada completamente, liberar os poderosos "supermove". Os jogadores podem agora gastar o medidor para realizar uma manobra evasiva ou escapar de uma combinação do inimigo
Injustice 2 introduz um sistema loot-dropping, conhecido como "Sistema Gear", que oferece peças de roupa adicionais equipamentos específicos para os personagens. De acordo com a Netherrealm Studios, o Sistema Gear utiliza RPG como mecânica para recompensar jogadores com estes adicionais depois de cada batalha. Com cada loot drop, os jogadores ganham equipamentos que lhes permite personalizar a aparência de seus personagens e aumentar os seus status, tais como aumentar a sua força, velocidade, defesa, saúde , ou desbloquear novos movimentos. Os jogadores podem trocar várias peças de roupa, como braços, pernas, armaduras de peito, capas, e as blindagens; cada personagem terá mais de 1.000 opções para cada categoria. O modo multijogador online contará com matchmaking, opções que separam os jogadores em níveis mais baixos dos mais altos, para equivaler as batalhas. A infra-estrutura online irá utilizar o GGPO netcode, que tinha sido utilizado no título anterior da Netherrealm, o sucesso Mortal Kombat XL.

## História
Cinco anos após a derrota de Superman, Batman e seus colaboradores tentam reconstruir o mundo. No entanto, uma nova facção , intitulada de : A Sociedade, composta por vilões liderados por Gorilla Grodd, emerge e planeja a dominação mundial. Com vários de seus aliados, vítimas ou colaboradores com o regime falido de Superman, Batman é forçado a criar uma nova equipe para combater a Sociedade. Ele manda Canário Negro, Arqueiro Verde e Arlequina para combatê-los na cidade Gorilla, onde Senhor Destino alerta o Arqueiro e a Canário de uma ameaça para o planeta. Depois de derrotar o Grodd, os dois são seqüestrados por Brainiac, o verdadeiro mestre da Sociedade. Tendo previamente recolhido e destruído Krypton, ele tinha a intenção de reivindicar o Superman, mas ficou interessado em adicionar a Terra à sua coleção. Depois de Brainiac assumir o centro de comunicações de Batman, Brother Eye (Irmão Olho), Batman busca aliados para combatê-lo.
Mulher-Gato, agente dupla de Batman dentro da Sociedade, liberta a Arlequina que tinha sido presa na cidade Gorilla. Flash e o Lanterna Verde, agora redimido, se reúnem, mas antes de se juntarem a Batman, o Homem-Morcego envia o Lanterna Verde para a Atlântida para obter assistência do Aquaman. Aquaman se recusa a cooperar no início, mas cede após Brainiac atacar Atlântida. Enquanto isso, Adão Negro, Mulher-Maravilha e Supergirl planejam liberar o Regime. Quando testemunham as forças de Brainiac atacando a Terra, eles tentam reviver o Regime. Desesperado para parar Brainiac, Batman libera Superman da custódia e forma uma aliança com o Regime.
Ciborgue, Mulher-Gato e Arlequina vão para a Batcaverna para libertar o "Irmão Olho" do controle de Brainiac e coordenar os esforços de evacuação civil. Eles enfrentam a Hera Venenosa, aliada da Sociedade. Mulher-Maravilha leva Supergirl para a Metropolis e luta contra os robôs de Brainiac. Depois de a Mulher-Maravilha derrotar a sua inimiga principal, a Mulher-Leopardo, em combate, ela   ataca a Arlequina, quase matando-a. Supergirl a detém e dirige-se para a Fortaleza da Solidão para enfrentar Superman sobre o assunto, aprendendo a verdade da tirania de seu primo. Com várias cidades da Terra seqüestradas, Brainiac se prepara para erradicar o planeta. A aliança tenta assumir a nave de Brainiac, mas seus escudos são muito fortes e ele aparentemente mata o Superman no processo. Eles inventam um plano para enfraquecer os escudos de Brainiac usando o tridente de Aquaman como um canal para a magia da Rocha da Eternidade.
Grodd persegue Aquaman e Adão Negro com Canário Negro, Arqueiro Verde e Besouro Azul com controle de mente. Depois de Aquaman matar Grodd, o par enfraquece com sucesso os escudos de Brainiac para Batman e Supergirl entrar. Os dois são capturados, mas Batman é resgatado pelo Superman. Ele e Batman derrotam Nuclear e o Monstro do Pântano com controle de mente, eles são confrontados pelo Senhor Destino, que é transformado no servo de Brainiac pelos Lordes da Ordem. Senhor Destino é derrotado e seu capacete é destruído, eliminando a influência dos Lordes. No entanto, ele é empalado e morto por Brainiac. Depois de derrotar Brainiac, Superman assume o controle da nave. Ele consegue restaurar a maioria das cidades de volta aos locais originais, enquanto a Metropolis e a Coast City estão perdidas permanentemente.
Os heróis estão divididos sobre o destino de Brainiac: Batman, Flash, Lanterna Verde e Supergirl querem poupá-lo para restaurar o resto das cidades, enquanto Superman, Aquaman, Mulher-Maravilha e Adão Negro querem matá-lo para eliminar sua ameaça. Batman ataca o Superman com uma adaga carregada de kryptonita e uma batalha se inicia. Batman e Superman derrotam os companheiros do time antes de se envolver em uma batalha final entre si na Batcaverna. A batalha final tem duas terminações, dependendo do lado que o jogador escolher.
Se Superman ganhar, ele mata Brainiac, assume a nave e restabelece o Regime. Ele oferece a Supergirl a chance de se juntar ao seu exército, alegando que ele restaurou as cidades restantes e colocou a Terra em paz. Ela se recusa, e fica horrorizada quando vê Batman sob o controle mental de Superman.
Se Batman vencer, ele possui Superman e o aprisiona na Zona Fantasma. Ele decide criar uma nova Liga da Justiça com seus aliados, oferece à Supergirl uma associação dentro dela.

## Personagens
A lista de personagens jogáveis em Injustice 2 incluirá alguns heróis e vilões presentes no antecessor e outros inéditos. De acordo com a Warner Bros. Interactive, o jogo contará com o "maior roster já oferecido em um jogo de luta da DC". O jogo também irá apresentar personagens adicionais disponíveis como conteúdo para download (DLC).

Vale ressaltar que a versão Mobile do game tem visuais para os personagens inspiradas em filmes e séries, como Supergirl, Flash, Raio Negro, Capitão Frio, Nuclear e Arqueiro Verde das séries exibidas pela The CW e Arlequina do Esquadrão Suicida, além dos personagens de Liga da Justiça (Batman, Superman, Mulher-Maravilha, Flash, Aquaman e Ciborgue) com o visual do filme.
A tabela a seguir aponta os personagens em ordem alfabética:
| Personagens jogáveis         | Personagens jogáveis | Personagens jogáveis       | Personagens jogáveis                | Personagens jogáveis       |
| Retornantes                  | Novos                | DLCs                       | Formas alternativas (Premier Skins) | Exclusivos (versão mobile) |
| ---------------------------- | -------------------- | -------------------------- | ----------------------------------- | -------------------------- |
| Adão Negro                   | Atrocitus            | Arraia Negra               | Bizarro (Superman)                  | Banshee Prateada           |
| Aquaman                      | Besouro Azul         | As Tartarugas Ninja        | Bizarro (Superman)                  | Batwoman                   |
| Arlequina                    | Brainiac             | Capuz Vermelho             | Flash Reverso X (Flash)             | Canário Branco             |
| Arqueiro Verde               | Canário Negro        | Darkseid X                 | Flash Reverso X (Flash)             | Shazam                     |
| Asa Noturna M (Damian Wayne) | Capitão Frio         | Eléktron                   | Grid (Ciborgue)                     |                            |
| Bane                         | Espantalho           | Estelar                    | Grid (Ciborgue)                     |                            |
| Batman                       | Gorila Grodd         | Hellboy                    | Jay Garrick (Flash)                 |                            |
| Ciborgue                     | Hera Venenosa        | Magia                      | Jay Garrick (Flash)                 |                            |
| Coringa                      | Monstro do Pântano   | Raiden                     | John Stewart X (Lanterna Verde)     |                            |
| Flash (Barry Allen)          | Mulher-Leopardo      | Sub-Zero                   | John Stewart X (Lanterna Verde)     |                            |
| Lanterna Verde (Hal Jordan)  | Nuclear              |                            | Poderosa X (Supergirl)              |                            |
| Mulher-Gato                  | Pistoleiro           |                            | Poderosa X (Supergirl)              |                            |
| Mulher-Maravilha             | Robin (Damian Wayne) | Raio Negro X (Raiden)      |                                     |                            |
| Superman                     | Senhor Destino       | Raio Negro X (Raiden)      |                                     |                            |
|                              | Supergirl            | Senhor Frio (Capitão Frio) |                                     |                            |
|                              |                      | Senhor Frio (Capitão Frio) |                                     |                            |
| Vixen (Mulher-Leopardo)      |                      |                            |                                     |                            |

Os personagens estreantes estão destacados em negrito.
Os personagens de DLC (conteúdo de download) estão destacados em itálico.
↑M : Personagem jogável apenas na versão mobile.
↑X : São personagens bônus, de pré-venda ou de versões específicas.

### Dublagem
Pioneiro na dublagem em português dos jogos deste segmento, o jogo traz consigo grandes nomes da dublagem brasileira, onde a maioria já dublou o personagem em questão em outras mídias, como séries animadas e filmes.
Abaixo, a lista de dubladores originais e em português.
| Personagem                         | Dublagem Original   | Dublagem Brasileira                                                                                            |
| ---------------------------------- | ------------------- | --- |
| Arlequina                          | Tara Strong         | Iara Riça |
| Adão Negro                         | Joey Naber          | Marcelo Pissardini                                                                                             |
| Aquaman                            | Phil LaMarr         | Luiz Feier Motta                                                                                               |
| Narrador/Lucius Fox                | TBA                 | Wendel Bezerra                                                                                                 |
| Arqueiro Verde                     | Alan Tudyk          | Júlio Chaves                                                                                                   |
| Arraia Negra                       | Ogie Banks          | Armando Tiraboschi                                                                                             |
| Atrocitus                          | Ike Amadi           | Dlaigelles Riba                                                                                                |
| Bane                               | Fred Tatasciore     | Paulo Bernardo                                                                                                 |
| Batman                             | Kevin Conroy        | Márcio Seixas                                                                                                  |
| Besouro Azul                       | Anthony Del Rio     | Heitor Assali                                                                                                  |
| Bizarro                            | Patrick Seitz       | Vanderlan Mendes                                                                                               |
| Brainiac                           | Jeffrey Combs       | Antônio Moreno                                                                                                 |
| Canário Negro                      | Vanessa Marshal     | Adriana Pissardini                                                                                             |
| Capitão Frio                       | C. Thomas Howell    | Ettore Zuim |
| Capuz Vermelho                     | Cameron Bowen       | Wellington Lima                                                                                                |
| Ciborgue                           | Khary Payton        | Eduardo Borgerth                                                                                               |
| Coringa                            | Richard Epcar       | Márcio Simões                                                                                                  |
| Damian Wayne (Asa Noturna e Robin) | Scott Porter        | Manolo Rey |
| Darkseid                           | Michael Leon Wooley | Francisco Júnior                                                                                               |
| Donatello                          | Joe Brogie          | Wendel Bezerra                                                                                                 |
| Espantalho                         | Robert Englund      | Luiz Antonio                                                                                                   |
| Eléktron                           | Matthew Yang King   | Thiago Zambrano                                                                                                |
| Estelar                            | Kari Wahlgren       | Cássia Bisceglia                                                                                               |
| Flash (Barry Allen)                | Taliesin Jaffe      | Marcelo Garcia                                                                                                 |
| Flash (Jay Garrick)                | Travis Willingham   | Marco Antônio Abreu                                                                                            |
| Flash Reverso                      | Liam O'Brien        | Nestor Chiesse                                                                                                 |
| Gorila Grodd                       | Charles Halford     | Guilherme Lopes                                                                                                |
| Grid                               | Khary Payton        | Eduardo Borgerth                                                                                               |
| Hellboy                            | Michael-Leon Wooley | Ricardo Juarez                                                                                                 |
| Hera Venenosa                      | Tasia Valenza       | Angélica Santos                                                                                                |
| Lanterna Verde (Hal Jordan)        | Steven Blum         | Philippe Maia                                                                                                  |
| Lanterna Verde (John Stewart)      | Phil LaMarr         | Ricardo Bressan                                                                                                |
| Leonardo                           | Corey Krueger       | Bruno Camargo                                                                                                  |
| Magia                              | Brandy Kopp         | Priscila Franco                                                                                                |
| Michelangelo                       | TBA                 | Daniel Figueira                                                                                                |
| Monstro do Pântano                 | Fred Tatasciore     | Mauro Castro                                                                                                   |
| Mulher-Gato                        | Grey DeLisle        | Márcia Regina                                                                                                  |
| Mulher-Leopardo                    | Erica Luttrell      | Maíra Góes |
| Mulher Maravilha                   | Susan Eisenberg     | Priscila Amorim                                                                                                |
| Nuclear                            | Ogie Banks          | Felipe Zilse                                                                                                   |
| Pistoleiro                         | Mattew Mercer       | Ricardo Sawaya                                                                                                 |
| Poderosa                           | Sara Cravens        | Fernanda Bullara                                                                                               |
| Raiden                             | Richard Epcar       | Glauco Marques                                                                                                 |
| Raio Negro                         | Ogie Banks          | Roberto Garcia                                                                                                 |
| Raphael                            | Ben Rausch          | Felipe Zilse                                                                                                   |
| Senhor Destino                     | David Sobolov       | Carlos Campanile Luiz Antônio                                                                                  |
| Senhor Frio                        | Jim Pirri           | Fábio Moura |
| Sub-Zero                           | Steven Blum         | Charles Dalla                                                                                                  |
| Supergirl                          | Laura Bailey        | Carol Valença                                                                                                  |
| Superman                           | George Newbern      | Guilherme Briggs                                                                                               |
| Vixen                              | Megalyn Echikunwoke | Renata Villaça                                                                                                 |
| Vozes Adicionais                   |                     | Adriana Pissardini Fernanda Bullara Francisco Júnior Glauco Marques Iara Riça Marco Antônio Abreu Mauro Castro |

### Linha do tempo

###### 2016
- Em 8 de junho, foi divulgado o trailer de anúncio, confirmando inicialmente 5 personagens: Superman, Flash, Batman, Aquaman e Supergirl. O jogo será lançado para PS4 e Xbox One.[11]
- Mais tarde, no mesmo dia foram confirmadas a presença de dois novos vilões: Atrocitus e Gorilla Grodd.[11]
- Em 11 de junho, durante a ESL 2016 foi revelada a primeira gameplay, assim como o modelo do roster, para surpresa geral, sem o personagem Flash.[12]
- No dia 22 de julho, durante a Comic-Con em San Diego, mais dois heróis foram confirmados: Mulher-Maravilha e Besouro Azul.[13]
- No dia 1º de agosto, Ed Boon revelou que pretendem publicar o jogo também para PC.[14]
- Na madrugada do dia 17 de agosto, foi revelado a participação de dois vilõesː Arlequina e Pistoleiro, acredita-se que foram revelados neste momento por conta do filme Esquadrão Suicida, que estava em cartaz.
- Em 23 de dezembro, foi divulgado um gameplay de Supergirl com melhorias gráficas e mostrando um pouco de sua jogabilidade[15]

###### 2017
- No dia 6 de janeiro, foi divulgada oficialmente a data de lançamento do jogo para 16 de maio de 2017.[16]
- No dia 13 de janeiro, foi divulgado um teaser supostamente do modo história no perfil oficial do jogo no Twitter, revelando uma transmissão ou divulgação de algo para o dia 17 do mesmo mês.[17]
- Em 14 de janeiro, depois de quase cinco meses sem a revelação de um novo personagem, a loja virtual Playstation Store vazou a informação de que o vilão Darkseid viria como conteúdo bônus (DLC) para quem adquirir o jogo na pré-venda.[18]
- No dia 17 de janeiro, foi revelado o trailer cinemático do modo história, intitulado de "As Linhas São Redesenhadas", trazendo consigo alguns pontos da história e novos personagens, estes sendo Robin, Bane e Hera Venenosa, além do anúncio oficial de Darkseid como personagem bônus de pré-venda. Ainda deixou evidente que o vilão do jogo será Brainiac.[19]
- Ainda em 17 de janeiro, foi analisado cada detalhe e as atualizações dos sites de venda do jogo, e na Playstation Store foi visto que Flash, apesar de não ter aparecido em nenhum trailer posterior ao de anúncio, foi mostrado junto com Lanterna Verde e Supergirl como personagens jogáveis e com pacote de modificação completa, que alteram sua voz e sua aparência, tais como as falas de entrada. Flash ganha um pacote para se tornar Flash Reverso, Lanterna Verde (Hal Jordan) para John Stewart e Supergirl para Poderosa (Power Girl).[20]
- Em 24 de janeiro, foi divulgado o personagem Robin (que já havia sido mostrado no trailer de história) durante a transmissão online que ocorreu no mesmo dia.[21]
- No dia 2 de fevereiro, o site oficial do jogo foi atualizado, revelando oficialmente Bane, Brainiac e Hera Venenosa como personagens jogáveis.[22]
- Ainda em 2 de fevereiro, o portal de games IGN publicou o gameplay de um novo personagem, revelando a Canário Negro, além de dois novos cenários de luta interligados (que possuem transições de cenário entre si), o Asilo de Arkham, interna e externamente.[23]
- No dia 13 de fevereiro, o portal de games IGN publicou o gameplay de um novo personagem, revelando o Monstro do Pântano, além de um novo cenário de luta, similar a um pântano.[24]
- No dia seguinte, em 14 de fevereiro, o canal oficial de Injustice publicou o gameplay de quatro personagens femininas, dentre elas a já apresentada Canário Negro, a já confirmada, porém não apresentada Hera Venenosa e ainda revelando a Mulher-Gato e Mulher-Leopardo, chamado de "As Garotas". Mostrou também um novo cenário, com esculturas ou empalhamentos de animais, sendo a possível Cidade Gorila, como Grodd.[25]
- Ainda em 14 de fevereiro, vazaram na internet os gameplays do jogo Injustice 2 para Android e iOS, que havia sido liberado nas Filipinas, revelando consigo os seguintes personagensː Lanterna Verde, Flash, Espantalho e Ciborgue, dos  quais Espantalho e Ciborgue não haviam sido revelados ainda, assim como não havia sido revelado a aparência de Lanterna Verde e Flash que já tinham sido confirmados no jogo.[26]
- Já em 23 de fevereiro, é divulgado um novo trailer, que mostra um pouco da história de Injustice 2, com foco no Superman e seus aliados, onde cita que todo vilão pode ser um herói de sua história. Ele vinha com o título deː "Alianças Despedaçadas - Parte 1", além de revelar o personagem Ciborgue.[27]
- No dia 25 de fevereiro, mais vazamentos surgem, através do pré-lançamento da versão Mobile. Nele podemos ver Senhor Destino, Arqueiro Verde e Capitão Frio onde o primeiro aparece na tela de ranking (sua capa e mascara aparecem), o segundo aparece numa das artes de divulgação do jogo para Mobile e o último na mesma imagem, porém apenas seu nome é visto.
- Em 28 de fevereiro, a versão mobile para Android de Injustice 2 foi oficialmente divulgada durante a GDC (Google Developer Day), e durante a apresentação do jogo, o Espantalho foi oficialmente revelado, incluindo seu Super Move.
- Foi anunciado em 2 de março, um novo personagemː o Senhor Destino, que já havia vazado antes. Com sua entrada, temos um time com 12 heróis e 10 vilões, sem contar Espantalho, Lanterna Verde, Arqueiro Verde e Capitão Frio, totalizando 14 heróis e 12 vilões.
- No dia 9 de março, foi divulgado um novo trailer da história de Injustice 2, onde diz que Batman precisa de aliados, e Superman, preso, oferece sua ajuda. Ele vinha com o título deː "Alianças Despedaçadas - Parte 2", onde teve enfoque no Batman e em seus aliados e revelou oficialmente o Arqueiro Verde, o Lanterna Verde, o Capitão Frio e acidentalmente um personagem que parece ser o Capuz Vermelho no mesmo momento em que aparece o Capitão Frio, além de mostrar a primeira skinː Flash Reverso.[28] Posteriormente foi confirmado que o especulado Capuz Vermelho do trailer, era na realidade o Espantalho antes do gás do medo.
- No dia 13 de março, o canal do Youtube Up up down down divulga um vídeo, onde mostram sua visita à NetherRealm Studios e a missão que receberam de Ed Boon, diretor do jogo, que se tratava de revelar um personagem inédito. Eis que no meio do vídeo, é apresentado oficialmente o personagem Nuclear, com um pequeno teaser de jogabilidade do personagem e com o youtuber jogando com o mesmo. Mais tarde em 15 de março, o trailer oficial do personagem foi revelado.
- No dia 20 de março, foi divulgado um trailer solo da Mulher-Leopardo, mostrando seu moveset, nos moldes dos trailers dos demais personagens.
- No dia 23 de março, foi divulgado um novo trailer da história de Injustice 2, "Alianças Despedaçadas - Parte 3 " com foco na Supergirl, mostrando flashbacks dos últimos momentos do planeta Kripton, destruído pelos androides de Brainiac. Durante o trailer é apresentado o retorno do personagem Adão Negro. O trailer mostra Kara dizendo sobre a Casa de El e sobre o governo de Superman, que tinha semelhanças com os últimos momentos do planeta natal. O trailer trás uma certa incógnita, pois não é mostrado com clareza se Supergirl irá ser à favor ou contra o Regime. Com isso, restam apenas três personagens para ser divulgados, no caso Capitão Frio, Espantalho e 28º personagem que, pode ser tanto o Coringa, quanto Jason Todd como Capuz Vermelho.
- Em 30 de março,um novo trailer é lançado. Nos moldes do trailer "As Garotas", o intitulado "Como é bom ser mal" seguiu o mesmo conceito, mostrando um personagem já visto, um já revelado porém não apresentado e dois novos, sendo, respectivamenteː Gorila Grodd, Bane, Capitão Frio e Espantalho, restando teoricamente apenas um personagem.
- No dia 1º de abril, como de costume, Ed Boon postou em seu twitter a imagem dos braços dos Supergêmeos "ativando" e, a partir daí começam a surgir boatos de que eles fazem parte sim de uma brincadeira do dia da mentira, outra que sugere que eles estão realmente no jogo e uma terceira que cita que os personagens são o primeiro DLC (em conjunto), e que a pegadinha, na realidade, é acreditar que ambos são apenas uma pegadinha. Na verdade era apenas uma pegadinha do dia da mentira.
- No dia 3 de abril, foi divulgado o trailer solo da Mulher-Gato, e logo no início há uma referência as Sereias de Gotham e a edição em quadrinhos de Injustice, onde Arlequina sugere a formação das Sereias de Gotham com Mulher-Gato, Batwoman (Katherine Kane), Batgirl (Barbara Gordon) e ela.
- No dia 5 de abril foi divulgado o trailer solo do Capitão Frio, mostrando seu gameplay e seu Supermove com mais clareza.
- Em 6 de abril, foi lançado o trailer "Alianças Despedaçadas - Parte 4", onde o enfoque era em Gorila Grodd e na Sociedade, onde mostravam cenas onde Arlequina era capturada, Canário Negro e Arqueiro Verde agiam como espiões de Batman e uma possível morte do personagem Flash.
- Dia 10 de abril, finalmente é revelado o trailer do personagem Flash, que fora revelado no primeiro trailer do jogo, e para surpresa do público, ele está reformulado, agora com projétil e movimentos de interceptação.
- No dia 11 de abril foi divulgado um trailer sobre o Sistema de Equipamentos, onde em determinado momento aparece a aba de cores do Capitão Frio, e em um dos slots havia o ícone do Senhor Frio, confirmando assim que ele será uma Skin Premier do Capitão.
- No mesmo dia foi lançada a primeira edição dos quadrinhos, chamada de Injustice 2, subtitulado de "Two Speeding Bullets -  Part 1", algo como "Duas Balas Velozes - Parte 1", com revelações primárias sobre a história, e incluindo o Esquadrão Suicida na mesma, que contém na equipe o Homem Calendário, Tubarão-Rei, Besouro Bisonho, Rei Relógio, Morcego Humano, El Diablo, Mister Polka-Dot, Magpie, Capitão Bumerangue e Katana, além dos já confirmados no jogo Capitão Frio e Pistoleiro e do Killer Croc que faz parte de uma transição de cenário. Posteriormente Arlequina é incluída ao Esquadrão.
- No dia seguinte, em 12 de abril, o trailer solo do Espantalho é divulgado, novamente surpreendendo com seu gameplay ajustado e adaptado para seu tamanho.
- No dia 17 de abril foi a vez da Hera Venenosa ganhar seu trailer solo, com um moveset totalmente diferente do Monstro do Pântano, ela surpreendeu com sua velocidade e seu modo de batalha.
- No dia 20 de abril, a última parte dos trailers da história foi divulgada "Alianças Despedaçadas - Parte 5", onde o mesmo baseava-se na história de Brainiac no jogo. O trailer revelou muito sobre o enredo do jogo, incluindo a vilania principal ser o Brainiac, Batman e Superman se aliam novamente e o Monstro do Pântano terá uma participação importante contra a invasão.
- No dia 24 de abril, o trailer de gameplay do Brainiac é divulgado, com muita utilização de suas manoplas retráteis e de influências externas (exército de androides, disparos da nave, entre outros).
- Entre 25 e 26 de abril, vários conteúdos do jogo começaram a vazar, como por exemplo o gameplay do Darkseid, o ending do Senhor Destino, o modo de jogo Multiverso e o 28º personagemː Coringa na versão francesa do jogo.
- Nos dias 27 e 28 de abril, ocorreram lives, e nestas, foram divulgados os trailers de gameplay de dois personagensː Darkseid e Coringa, respectivamente. Na live do dia 28 foi mostrado o roster final com a disposição dos personagens. Na primeira linha ficaramː Monstro do Pântano, Ciborgue, Mulher-Gato, Flash, Lanterna Verde, Arlequina, Batman, random (aleatório), Superman, Coringa, Atrocitus, Gorila Grodd, Mulher-Leopardo, Pistoleiro e Hera Venenosa. Na segunda linha ficaramː Supergirl, Arqueiro Verde, Senhor Destino, Besouro Azul, Nuclear, Aquaman, Canário Negro, Darkseid, Mulher-Maravilha, Adão Negro, Capitão Frio, Robin, Espantalho, Bane e Brainiac.
- No dia 28 de abril, foi confirmado que Ciborgue teria uma Skin Premier, o Grid. Ele será disponibilizado após a conexão da conta do console com a versão mobile.[29]
- No dia 5 de maio foi revelado o primeiro pacote de personagens DLC, denominado Fighter Pack 1 (Pacote de Lutadores 1), revelando Estelar, Sub-Zero e Capuz Vermelho respectivamente, ambos muito pedidos pelos fãs. Ao fim do teaser, é visto silhuetas ao fundo, dos personagens DLC revelados posteriormente, e aparentemente, Raiden, de Mortal Kombat, e Manta Negra/Arraia Negra serão DLCs. Os demais personagens até o momento não foram identificados.
- Na madrugada do dia 10 para 11 de maio, vários spoilers começaram a circular a internet através do fórum Reddit e do YouTube, dentre os iniciais vieram a revelação de aparência dos personagens alternados por Premier Skins Grid, Flash Reverso, Poderosa, John Stewart, Senhor Frio, e outras revelações inesperadas como Vixen, Jay Garrick e Asa Noturna. Além dos vazamentos de personagens, a história começou a ser divulgada, os finais de personagens, equipamentos, shaders (cores), inclusive em espanhol. Mais tarde foi revelado que o Asa Noturna era apenas uma habilidade de Robin, e não uma Premier Skin.
- No início da noite de 28 de maio o primeiro DLC do Fighter Pack 1 foi mostrado ao público por meio de um trailer. Trata-se do Capuz Vermelho, onde no fim do vídeo diz-se que ele estará disponível em junho, sem dia específico.
- No dia 5 de junho o jogo recebeu uma atualização com vários balanceamentos, além de incluir o primeiro DLC ao roster, sendo Capuz Vermelho (ainda bloqueado), que ocupou a posição do Random (?/aleatório), este que ficou menor dividido entre os slots do Capuz e do Darkseid, com mais quatro slots (dois em cima e dois em baixo) de cada lado, com silhuetas aparentes, sendo o Arraia Negra, Raiden e dessa vez supostamente a Magia e o Capitão Átomo que, até então não sabemos a veracidade dos mesmos. Ainda hão os slots do Sub-Zero e da Estelar, restando apenas dois sem identificação.
- No dia 13 de junho, Jason Todd, o Capuz Vermelho integra o elenco de lutadores do Injustice 2, ficando disponível para os jogadores que tinham a versão Ultimate ou Deluxe do jogo. Será disponibilizado após uma semana para compra.
- Em 15 de junho, durante a E3 e comemorando previamente os 25 anos de Mortal Kombat, a NetherRealm apresenta o trailer do Sub-Zero, causando surpresa nos fãs que esperavam por Estelar como segunda lutadora do pacote.
- No dia 11 de julho, Kuai Liang, o Sub-Zero chega para o time de lutadores do roster de Injustice 2, e gera muitas conversas na internet por não congelar seus oponentes de maneira convencional, apenas com o contador de barras e também por suas introduções, onde há varias referências à personagens da saga Mortal Kombat e em alguns casos especiais ao Mortal Kombat vs. DC Universe, jogo considerado por muitos, o pior jogo da saga.
- Dia 19 de julho, os jogadores na plataforma Xbox One notaram que em determinada função era revelado o nome de Arraia Negra, confirmando assim que ele é um DLC do jogo.
- No dia 21 de julho, Estelar, a princesa Koriand'r de Tamaran e última personagem do Fighter Pack 1, tem seu trailer de gameplay divulgado durante uma live no Facebook da DC Comics, num evento denominado DC All Access, traduzido livremente para DC Acesso Total. Em seu trailer é mostrado também a primeira Skin Premier pós lançamentoː Bizarro (para Superman).
- Na tarde de 31 de julho foi divulgado um teaser que anunciava uma atualização para o jogo, com novas skins para todos os personagens, denominadas Torneio (preto e dourado) e Electro (branco e pratedo), e a adição do Bizarro como Premier Skin para Superman.
- Na manhã do dia 23 de agosto, por volta das 7:30, é revelado o Figther Pack 2 causando grande repercussão entre os fãs. Os personagens do pacote foram Arraia Negra, Hellboy e Raiden, do Mortal Kombat, este, responsável pela maioria das críticas onde os fãs pediam incessavelmente para que não o incluíssem no jogo, mas a NetherRealm o incluiu e grande parte do público não gostou. Principalmente pelo pacote ter dois convidados e apenas um personagem nativo da DC Comics.
- Em 27 de agosto, foi divulgado o trailer de revelação do Arraia Negra.
- No dia 11 de setembro, Arraia Negra foi oficialmente disponibilizado para o jogo, juntando-se ao roster.
- Em 17 de setembro, foi divulgado o trailer de revelação do Arraia Negra.
- No dia 26 de setembro, por um possível erro do XBox, Raiden foi disponibilizado para alguns usuários da plataforma.
- Dia 3 de outubro, Raiden foi oficialmente disponibilizado para todos os usuários, uma vez que estava previsto para ser lançado dia 10 de outubro.
- Na madrugada ainda do dia 3, foi disponibilizado de surpresa o trailer de revelação do Átomo, personagem do Fighter Pack 3, além de ser confirmado por Ed Boon que o trailer de Hellboy estava próximo de sair.
- No dia 24 de outubro foi confirmada uma versão de Injustice 2 para PC, com um beta online para testar o jogo, adaptado pela produtora QLOC.
- Ao nascer do dia 27 de outubro, o canal latino do YouTube da Warner Games liberou o trailer de Hellboy por engano. Mais tarde, foi oficialmente lançado.
- No dia 6 de novembro, o beta de Injustice 2 para PC é liberado na Steam, onde ficou disponível até o dia 10 de novembro, sendo encerrada a fase de testes.
- Na madrugada do dia 11 de novembro, durante as finais da Eleague World Champions, o trailer do Fighter Pack 3 foi oficialmente lançado, revelando Eléktron, Magia e para surpresa geral, as nunca antes especuladas Tartarugas Ninjas, que causaram a divisão do público onde uma parte gostou muito e outra detestou. Como visto no trailer num diálogo entre Donatello, Leonardo, Michelangelo e Raphael, as Tartarugas lutarão como um único personagem e aí surge uma grande dúvida na cabeça do público. Além disso, foi divulgado que Eléktron chegará para o jogo em 12 de dezembro.
- Dia 14 de novembro é lançado Injustice 2 para PC e Hellboy se junta ao roster, finalizando o Fighter Pack 2.
- Dia 6 de dezembro o trailer completo de Eléktron é divulgado.
- No dia 12 de dezembro Eléktron se junta ao roster nas versões de console, dando início ao Fighter Pack 3. No mesmo dia, Hellboy completa o Fighter Pack 2 para versões de PC.
- Entre 14 e 18 de dezembro houve um Free Trial para Injustice 2 nas versões de PS4 e Xbox One em comemoração aos prêmios que havia ganho.
- Em 19 de dezembro Eléktron integra a versão de PC.

###### 2018
- Em 5 de janeiro foi divulgado o trailer da Magia, seguido de sua live posteriormente.
- No dia 9 de janeiro a personagem Magia integra o roster das versões de console.
- Em 7 de fevereiro foi divulgado o trailer das Tartarugas Ninjas, com seus quatro personagens Donatello, Leonardo, Michelangelo e Raphael.
- No dia 13 de fevereiro as Tartarugas Ninjas chegam aos consoles e PC para quem comprou a versão Ultimate Edition, o passe de temporada ou Fighter Pack 3.
- No dia 20 de fevereiro as Tartarugas Ninjas chegam para compra de forma avulsa.
- Em 27 de março foi divulgado o trailer de Injustice 2: Legendary Edition que é a versão definitiva do game, já estando disponível em versão digital para PS4, Xbox One e PC. A edição definitiva de Injustice 2 traz o game original e todo o conteúdo lançado por meio de DLCs, que inclui os personagens Arraia-Negra, Tartarugas Ninja, Capuz Vermelho, Darkseid, Eléktron, Estelar, Hellboy, Magia, Raiden e Sub-Zero.
- No dia 3 de abril chegam as lojas a edição física de Injustice 2: Legendary Edition para PS4 e Xbox One.

## Desenvolvimento
Injustice 2 foi anunciado pela Netherrealm Studios e Warner Bros Interactive Entertainment em 8 de junho de 2016. Após o sucesso da primeiro jogo da saga, a Netherrealm Studios procurou fazer "algo inesperado e de longo prazo" para a sua sequência, bem como dar aos jogadores "um nível de controle que faz jogar [seus] jogos com uma experiência verdadeiramente pessoal”. O diretor criativo da Netherrealm, Ed Boon também queria infundir várias mecânicas de jogos, utilizados pelos recentes jogos de tiro multijogador, como a personalização, a criação do personagem, loot, e aumento de nível/level, no gênero jogo de luta; estas ideias eventualmente levaram à implementação do Sistema Gear. De acordo com o produtor Adam Urbano, a ideia de criar um jogo de luta utilizando um papel de interpretação do jogo, como o sistema de progressão tem estado em torno do estúdio desde antes da queda da Midway, a editora original da série Mortal Kombat.

### Mídias relacionadas
Durante o painel da Netherrealm Studios  na San Diego Comic-Con International, Injustice 2 em 22 de Julho de 2016, Boon anunciou uma série de quadrinhos digital, que irá detalhar a história dos acontecimentos do jogo. A série será escrita por Tom Taylor, que já havia trabalhado nas histórias em quadrinhos de Injustice: Gods Among Us, e será inicialmente lançado em capítulos digitais semanais através de várias lojas online, incluindo ComiXology, Google Play Books, a Kindle Store, e o próprio aplicativo móvel da DC Comics. As versões físicas impressas estarão disponíveis para compra mais tarde, com cada edição contendo vários capítulos cubículo.

## Recepção
Injustice 2 recebeu no geral críticas positivas, de acordo com o Metacritic.  Críticos elogiaram a história e a apresentação do game. Wesley Yin-Poole, da Eurogamer.net, elogiou a narrativa e o visual do jogo, descrevendo-os como "impressionantes" e um "passo acima significativo" em relação ao jogo Injustice: Gods Among Us. Yin-Poole elogiou o modo história pelo seu nível técnico, elogiando a captura de movimento, coreografia de ação, dublagem e animações faciais. Nick Valdez, do Destructoid, compartilhava pontos de vista semelhantes, afirmando que os visuais eram "muito superiores ao primeiro título". Valdez também elogiou o roteiro melhorado do jogo e a "narrativa mais envolvente". O Metro afirmou que teve "provavelmente a melhor experiência single-player de todos os tempos em um jogo de luta". Em contraste, enquanto James Kozanitis, da Game Revolution, disse que o visual era "absolutamente de cair o queixo" e "estabeleceu um novo patamar para o gênero", criticou a campanha, que ele classificou como "mal escrito" e "inventado".
Os críticos também elogiaram a mecânica de jogo melhorada de Injustice 2 e a abundância de conteúdo no jogo. Andrew Reiner, da Game Informer, elogiou a velocidade de caminhada mais rápida do jogo, as adições das manobras de recuperação evasiva que permite o jogador sair de situações perigosas e a chamada air recovery que permite o jogador se recuperar de um Juggle no ar, e a capacidade de usar os cenários do jogo como armas, concluindo que o jogo "é mais forte" e "oferece um nível mais alto de estratégia". Danilo Dellafrana, da The Games Machine, afirmou que "as mudanças sutis no sistema de combate contribuíram para uma jogabilidade mais intensa". Esses pontos positivos também foram abordados por Darry Huskey da IGN, que observou que Injustice 2 "[atingiu] um bom equilíbrio entre manter as forças de Gods Among Us e fazer mudanças inteligentes para melhorar a mecânica". Huskey aplaudiu a "incrível quantidade de conteúdo ", declarando que "por inúmeras hora, Injustice 2 pode ter mais conteúdo para os jogadores no modo solo do que qualquer jogo de luta já lançado". Reiner também elogiou a quantidade de conteúdo, reconhecendo sua "longa campanha baseada numa excelente história ... grande para um jogo de luta e... quase infinita quantidade de conteúdos adicionais”. Yin-Poole escreveu que o NetherRealm Studios "mais uma vez [provou] que é o melhor estúdio para trazer diversos conteúdos para jogos de luta".
Enquanto as opções de customização oferecidas pelo Gear System receberam elogios, os críticos expressaram frustração com o recebimento de equipamentos aleatórios e indesejados por meio de loot drops e do sistema de microtransações do jogo. Peter Brown, da GameSpot, descobriu como coletar equipamentos e equipar nos personagens para ser mais agradável, afirmando que "ver a roupa tradicional de um personagem se transformar em algo novo ou inesperado, e ver os atributos dos personagens evoluírem  através dos equipamentos, garante uma sensação satisfatória de suas realizações”. Por outro lado, Brown criticou o uso de dinheiro pelo Gear System, particularmente o Source Crystals, dizendo que gastar dinheiro real parecia ser um "mal necessário" para que os jogadores tivessem controle total sobre seus inventários. Mike Fahey, do Kotaku, descreveu a capacidade de criar versões personalizadas de personagens como "bastante satisfatórias"; no entanto, ele achou o Gear System "complicado" e criticou a aleatoriedade em receber peças de customização e equipamentos, dizendo "às vezes chances aleatórias são realmente chatas". Alice Bell, da VideoGamer.com, também chamou os sistemas de microtransação e o sistema de loots "desnecessariamente complexo ", que exige que os jogadores acompanhem diversos  tipos diferentes de moedas disponíveis no jogo. Em contraste, Michael McWhertor da Polygon chamou a interface de "elegante", aproveitando a simplicidade de gerenciar e vender equipamentos para cada personagem.